# Junín (Buenos Aires)
Junín ist eine Stadt im zentralen Argentinien. Sie liegt im Nordwesten der Provinz Buenos Aires und hat 87.509 Einwohner (Stand: 2010, INDEC).

## Geografie
Junín liegt im Übergangsgebiet zwischen der feuchten und der trockenen Pampa, die Umgebung wird landwirtschaftlich genutzt. Rund um Junín befinden sich mehrere Seen, die in Zeiten starker Regenfälle weite Landstriche überschwemmen. Die bekanntesten sind die Laguna de Gómez und die Laguna Mar Chiquita (nicht zu verwechseln mit dem See Mar Chiquita in der Provinz Córdoba und mit der Lagune Mar Chiquita bei Mar del Plata).

### Klima

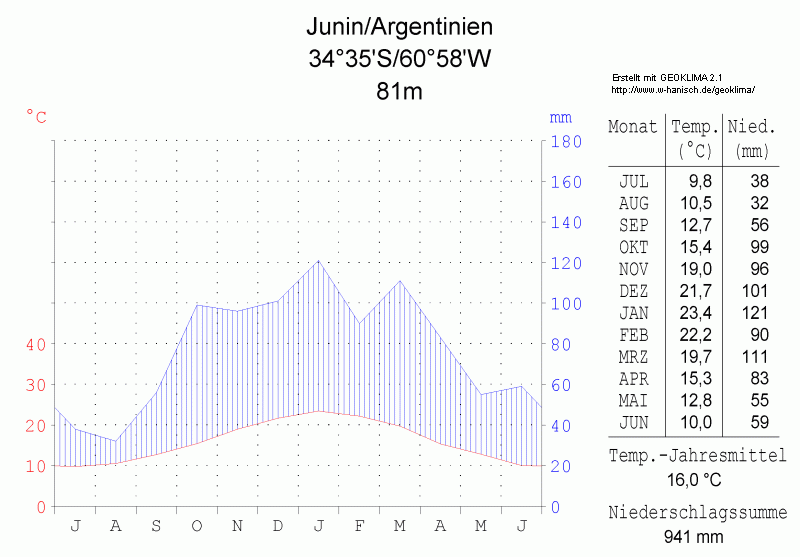
Klimadiagramm von Junín

## Geschichte
Die Stadt wurde 1826 von Bernardino Rivadavia, dem damaligen Präsidenten, als militärischer Stützpunkt im Kampf gegen die Indianer gegründet, sie war das erste große Fort in der Region. 1827 benannte sie Juan Manuel de Rosas in Fuerte Federación um. Ab 1851 trug sie wieder den heutigen Namen Junín.

## Wirtschaft
Die Industrie dominiert die Wirtschaft, vor allem die Produktion von Lebensmitteln und anderen landwirtschaftlichen Produkten. Zudem ist Junín ein regionales Tourismus-Zentrum wegen der Seen in der Umgebung. Die Stadt wurde vor allem durch die wohl bekannteste Frau Argentiniens, Eva María Duarte de Perón, bekannt.
In Junín hat die Tageszeitung Diario Democracia ihren Sitz.

## Söhne und Töchter der Stadt
- Luis Firpo (1894–1960), Schwergewichtsboxer
- Osvaldo Zubeldía (1927–1982), Fußballspieler und -trainer
- Víctor Grippo (1936–2002), Installations- und Objektkünstler
- Juanjo Domínguez (1951–2019), Gitarrist
- Juan Antonio Flecha (* 1977), Radrennfahrer
- Cristián Muñoz (* 1977), Fußballspieler
- Nicolás Valentini (* 2001), Fußballspieler